# Blenniella periophthalmus
Blenniella periophthalmus är en fiskart som först beskrevs av Valenciennes, 1836.  Blenniella periophthalmus ingår i släktet Blenniella och familjen Blenniidae. Inga underarter finns listade.

## Bildgalleri

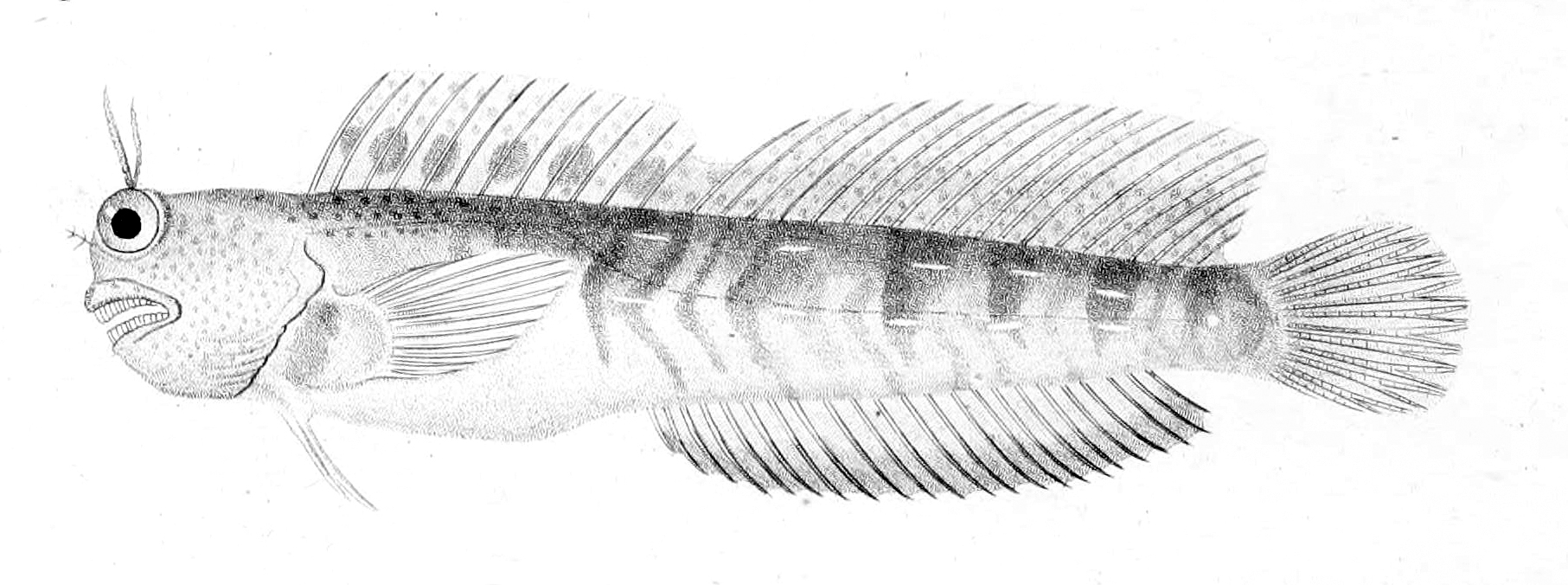